# BE·LOVE
《BE·LOVE》是講談社出版的女性漫畫雜誌月刊，每月1日發行。1980年創刊時為月刊，曾改為每月1日、15日發行的半月刊，於2019年改回月刊。

## 作品列表
- 惡女（1988年－1997年）
- 至愛寶貝～天使少女的育兒日記～（2005年－2012年）
- 愛與寬容（2006年－2007年）
- 花牌情緣（2008年－2022年）
- 屍活師 女王的法醫學（2010年－2018年）
- 放課後的病歷表（2011年－2018年）
- 檜山健太郎的懷孕（2012年）
- 外貌協會100%（2014年－2017年）
- 稅調～納稅課第三收納係～（2016年－2017年）
- 歡迎光臨，千歲醬（2016年－）
- 我們的愛情不正常（2016年－2021年）
- 尤莉亞老師的紅線（2018年－2022年）
- 真正的哥哥（2018年－2020年）
- 大叔的愛（2018年－2020年）
- 星辰墜落之國的妮娜（2019年－）
- 西園寺小姐不做家事（2021年－2024年）
- 月讀君的禁忌宵夜（2021年－）

## 外部連結
- 官方网站（日語）